# Bad Steben

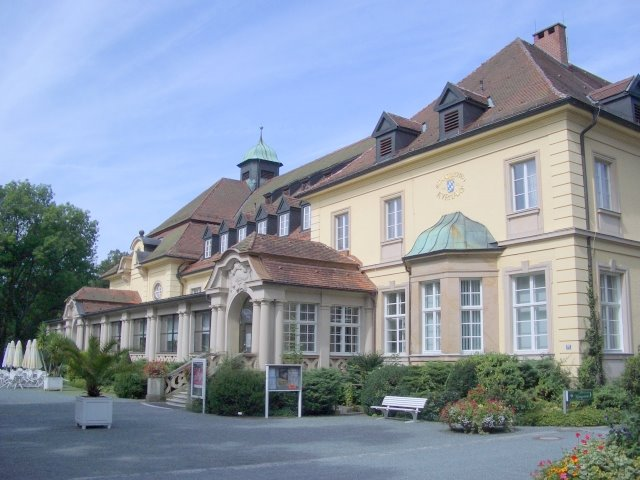
Bad Steben

Bad Steben este o comună-târg din districtul  Hof, regiunea administrativă Franconia Superioară, landul Bavaria, Germania.
A fost declarată stațiune balneară (izvoare termale naturale), încă pe la mijlocul secolului al XIX-lea.